# Nemzeti himnusz

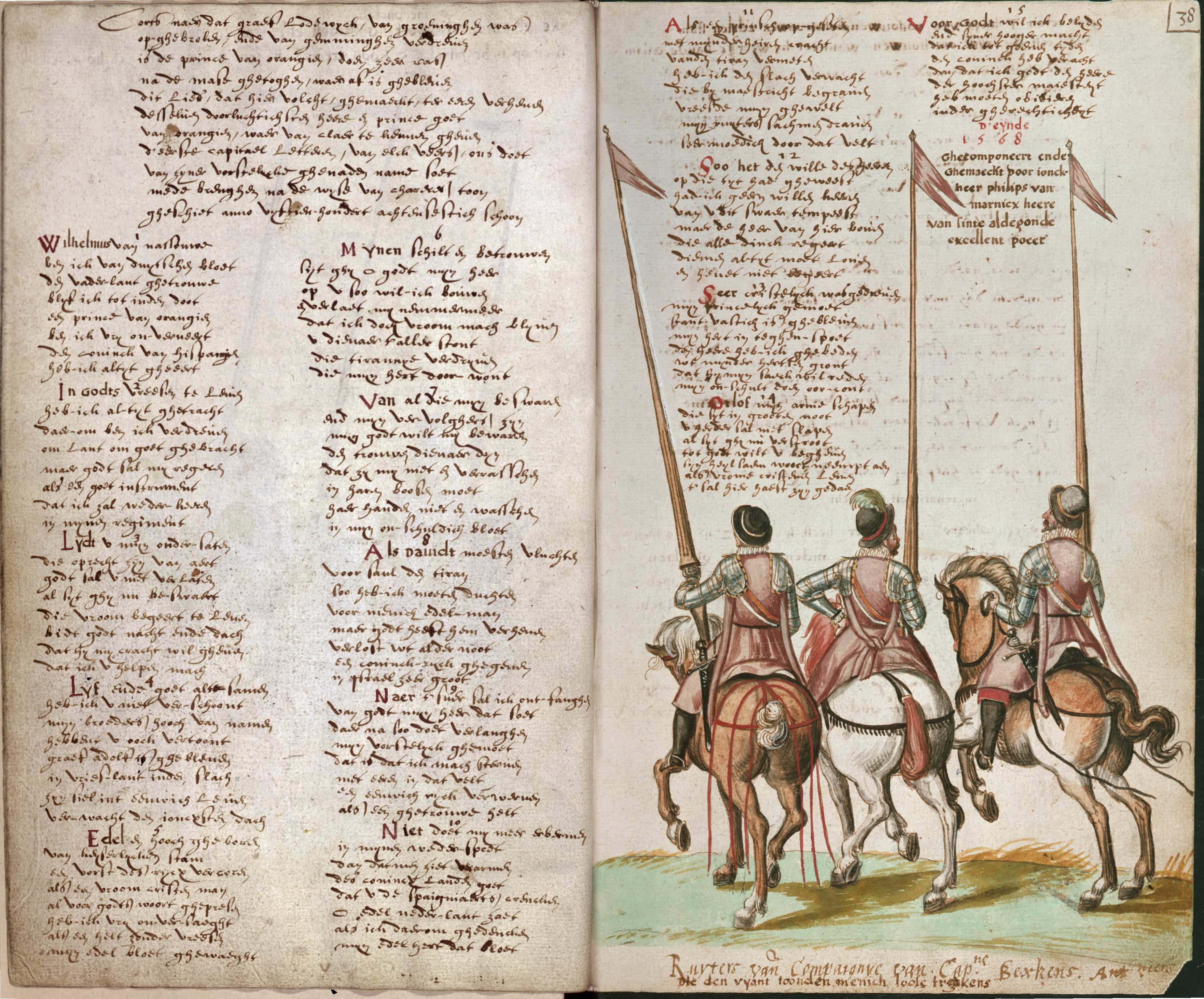
A legrégibb nemzeti himnusz a holland Wilhelmus egy korai változatának kézirata 1617-ből (Brüsszel, Királyi Könyvtár, MS 15662, fol. 37v-38r)

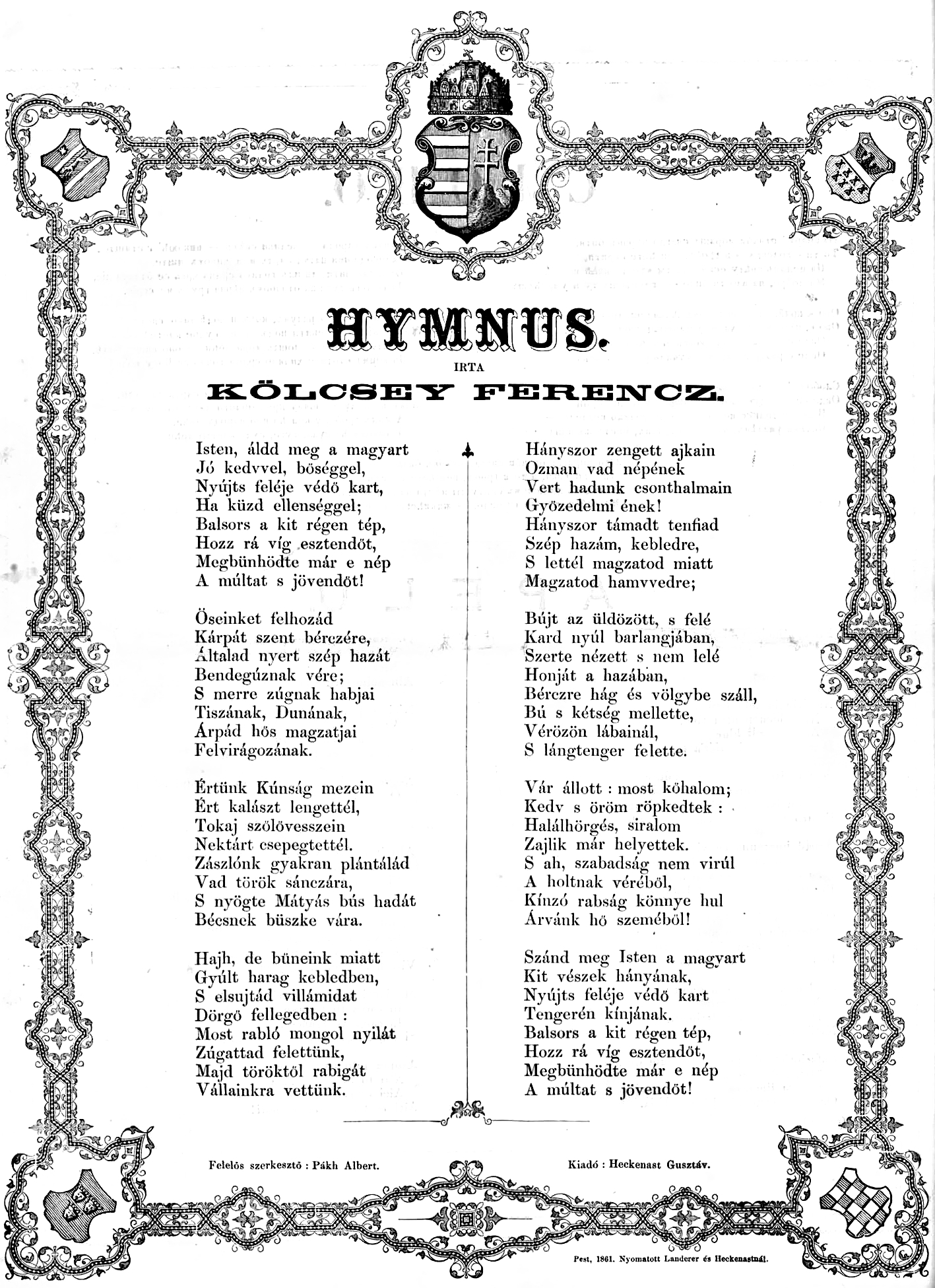
A magyar nemzeti himnusz egy 1861-ben megjelent újság oldalán

A nemzeti himnuszok olyan hazafias zeneművek,
- amelyeket az adott állam alkotmánya, törvényei hivatalos állami jelképként, nemzeti himnuszként ismernek el;
- amelyeket az adott (saját állammal nem rendelkező) nemzet vagy nép(csoport) közös identitásának zenei kifejezésére hagyományosan elfogad.

A 19. és 20. század folyamán előtérbe kerülő nemzetállamok felemelkedésével a legtöbb ország választott nemzeti himnuszt, mely sok esetben egyszerre éli életét[pontosabban?] az országban népszerű egyéb hazafias dalokkal.
A „műfajok műfajának” nevezett himnuszok a reneszánsz korszaka után költői értéküket vesztették, majd később a nemzeti himnuszok gyűjtőfogalmába sorolt költemények formájában lelték meg a továbbélési lehetőségüket.

## Nemzeti himnuszok
Azon országok neve, amelyek már nem léteznek, nem önálló államok vagy csak részben elismertek, dőlt betűvel szerepel.
| Ország                                | Nemzeti himnusz                                           |
| ------------------------------------- | --------------------------------------------------------- |
| Abházia                               | Aiaaira                                                   |
| Afganisztán                           | Sououd-e-Melli                                            |
| Albánia                               | Hymni i Flamurit                                          |
| Algéria                               | Qassamman Bin Nazilat Il-Mahiqat                          |
| Amerikai Egyesült Államok             | The Star-Spangled Banner, lásd még: tagállamok himnuszai  |
| Andorra                               | El Gran Carlemany                                         |
| Angola                                | Angola Avante!                                            |
| Antigua és Barbuda                    | Fair Antigua, We Salute Thee                              |
| Argentína                             | Marcha Patriótica                                         |
| Ausztrália                            | Advance Australia Fair                                    |
| Ausztria                              | Land der Berge, Land am Strome                            |
| Osztrák–Magyar Monarchia              | Gott erhalte / Tartsa Isten                               |
| Azerbajdzsán                          | Azərbaycan, Azərbaycan!                                   |
| Bahama-szigetek                       | March On, Bahamaland                                      |
| Bahrein                               | Bahrainuná                                                |
| Bajorország                           | Gott mit dir, du Land der Bayern                          |
| Banglades                             | Amar Sonar Bangla                                         |
| Barbados                              | In Plenty and In Time of Need                             |
| Belgium                               | La Brabançonne                                            |
| Belize                                | Land of the Free                                          |
| Benin                                 | L'Aube Nouvelle                                           |
| Bhután                                | Druk tsendhen                                             |
| Bissau-Guinea                         | Esta é a Nossa Pátria Bem Amada                           |
| Bolívia                               | Bolivianos, el hado propicio                              |
| Bosznia-Hercegovina                   | Intermeco                                                 |
| Botswana                              | Fatshe leno la rona                                       |
| Brazília                              | Hino Nacional Brasileiro                                  |
| Brunei                                | Allah Peliharakan Sultan                                  |
| Bulgária                              | Мила родино                                               |
| Burkina Faso                          | Une Seule Nuit                                            |
| Burundi                               | Burundi bwacu                                             |
| Ciprus                                | Ímnosz isz tin Eleftherían                                |
| Comore-szigetek                       | Udzima wa ya Masiwa                                       |
| Costa Rica                            | Noble patria, tu hermosa bandera                          |
| Csád                                  | La Tchadienne                                             |
| Csehország                            | Kde domov můj                                             |
| Chile                                 | Himno Nacional de Chile                                   |
| Dánia                                 | Der er et yndigt land                                     |
| Dél-afrikai Köztársaság               | Nkosi Sikelel' iAfrika                                    |
| Dél-Korea                             | 애국가 (Egukka) (déli)                                    |
| Dél-Oszétia                           | Республикӕ Хуссар Ирыстоны Паддзахадон Гимн               |
| Dél-Szudán                            | South Sudan Oyee!                                         |
| Dominikai Közösség                    | Isle of Beauty, Isle of Splendour                         |
| Dominikai Köztársaság                 | Quisqueyanos valientes                                    |
| Donyecki Népköztársaság               | Славься республика                                        |
| Dzsibuti                              | Flag song                                                 |
| Dnyeszter Menti Köztársaság           | Мы славим тебя, Приднестровье                             |
| Ecuador                               | Salve, Oh Patria!                                         |
| Elefántcsontpart                      | L'Abidjanaise                                             |
| Egyenlítői-Guinea                     | Caminemos pisando las sendas de nuestra inmensa felicidad |
| Egyesült Arab Emírségek               | النشيد الوطني الإماراتي                                   |
| Egyesült Királyság                    | God Save the Queen                                        |
| Egyiptom                              | Bilady, Bilady, Bilady                                    |
| Európai Unió                          | Örömóda                                                   |
| Eritrea                               | Ertra, Ertra, Ertra                                       |
| Észak-Ciprus                          | İstiklâl Marşı                                            |
| Észak-Korea                           | 애국가 (Egukka) (északi)                                  |
| Észak-Macedónia                       | Денес Над Македонија                                      |
| Észtország                            | Mu isamaa, mu õnn ja rõõm                                 |
| Etiópia                               | Whedefit Gesgeshi Woude Henate Ethiopia                   |
| Fehéroroszország                      | Мы, беларусы                                              |
| Feröer                                | Tú alfagra land mítt                                      |
| Finnország                            | Maamme                                                    |
| Fidzsi-szigetek                       | Meda Dau Doka                                             |
| Franciaország                         | La Marseillaise                                           |
| Fülöp-szigetek                        | Lupang Hinirang                                           |
| Gabon                                 | La Concorde                                               |
| Gambia                                | For The Gambia Our Homeland                               |
| Ghána                                 | God bless our homeland Ghana                              |
| Görögország                           | Imnos pros tin Eleftherian                                |
| Grenada                               | Hail Grenada                                              |
| Grönland                              | Nunarput utoqqarsuanngoravit                              |
| Grúzia                                | Tavisupleba                                               |
| Guatemala                             | Guatemala Feliz                                           |
| Guinea                                | Liberté                                                   |
| Guyana                                | Dear Land of Guyana, of Rivers and Plains                 |
| Haiti                                 | La Dessalinienne                                          |
| Hegyi-Karabah Köztársaság             | Azat ou Ankakh Artsakh                                    |
| Hollandia                             | Wilhelmus van Nassouwe                                    |
| Honduras                              | Tu bandera es un lampo de cielo                           |
| Horvátország                          | Lijepa naša domovino                                      |
| India                                 | Jana Gana Mana                                            |
| Indonézia                             | Indonesia Raya                                            |
| Irak                                  | Mawtini                                                   |
| Irán                                  | Sorood-e Melli-e Jomhoori-e Eslami                        |
| Írország                              | Amhrán na bhFiann                                         |
| Izland                                | Lofsöngur                                                 |
| Izrael                                | Hatikva                                                   |
| Jamaica                               | Jamaica, Land We Love                                     |
| Japán                                 | Kimi ga jo                                                |
| Jemen                                 | Nashīd al-Yaman al-waṭanī                                 |
| Jordánia                              | As-salam al-malaki al-urdoni                              |
| Jugoszlávia                           | Hej Sloveni                                               |
| Kambodzsa                             | Nokoreach                                                 |
| Kamerun                               | Chant de Ralliement                                       |
| Kanada                                | O Canada, lásd még: The Maple Leaf Forever                |
| Katalónia                             | Els Segadors                                              |
| Katar                                 | Asz-Szalám Al-Amíri                                       |
| Kazahsztán                            | Менің Қазақстаным                                         |
| Kelet-Timor                           | Pátria                                                    |
| Kenya                                 | Ee Mungu Nguvu Yetu                                       |
| Kínai Köztársaság                     | 《中華民國國歌                                            |
| Kínai Népköztársaság                  | 义勇军进行曲 (Ji-jung-csün csin-hszing-csü)               |
| Kiribati                              | Teirake Kaini Kiribati                                    |
| Kirgizisztán                          | Ак мөңгүлүү аска                                          |
| Kolumbia                              | ¡Oh Gloria Inmarcesible!                                  |
| Kongói Demokratikus Köztársaság       | Debout Congolais                                          |
| Kongói Köztársaság                    | La Congolaise                                             |
| Koszovó                               | Evropa                                                    |
| Közép-afrikai Köztársaság             | La Renaissance                                            |
| Krími Köztársaság                     | Нивы и горы твои волшебны, Родина                         |
| Kuba                                  | La Bayamesa                                               |
| Kuvait                                | an-Nasíd al-Vatani                                        |
| Kurdisztán                            | Ey Reqîb                                                  |
| Laosz                                 | Pheng Szat Lao                                            |
| Lengyelország                         | Mazurek Dąbrowskiego                                      |
| Lesotho                               | Lesōthō fatše la bo ntat'a rōna                           |
| Lettország                            | Dievs, svētī Latviju!                                     |
| Libanon                               | an-Našīd al-Waṭanī al-Lubnānī                             |
| Liberland                             | Free and Fair                                             |
| Libéria                               | All Hail, Liberia, Hail!                                  |
| Líbia                                 | Líbia, Líbia, Líbia                                       |
| Liechtenstein                         | Oben am jungen Rhein                                      |
| Litvánia                              | Tautiška giesmė (Lietuva, Tėvyne mūsų)                    |
| Luganszki Népköztársaság              | Гимн Луганской Народной Республики                        |
| Luxemburg                             | Ons Hémécht                                               |
| Madagaszkár                           | Ry Tanindrazanay malala ô                                 |
| Magyarország                          | Himnusz, lásd még: Szózat                                 |
| Malajzia                              | Negaraku                                                  |
| Marokkó                               | an-Našīd aš-Šarīf                                         |
| Marshall-szigetek                     | Forever Marshall Islands                                  |
| Mauritánia                            | نشيد وطني موريتاني                                        |
| Mauritius                             | Motherland                                                |
| Málta                                 | L-Innu Malti                                              |
| Mexikó                                | Himno Nacional Mexicano                                   |
| Mianmar                               | Kaba Ma Kjei                                              |
| Mikronéziai Szövetségi Államok        | Patriots of Micronesia                                    |
| Moldova                               | Limba noastră                                             |
| Mongólia                              | Монгол улсын төрийн дуулал                                |
| Montenegró                            | Oj, svijetla majska zoro                                  |
| Monaco                                | Hymne Monégascue                                          |
| Mozambik                              | Pátria Amada                                              |
| Namíbia                               | Namibia, Land of the Brave                                |
| Nauru                                 | Nauru Bwiema                                              |
| Német Demokratikus Köztársaság        | Auferstanden aus Ruinen                                   |
| Németország                           | Das Lied der Deutschen                                    |
| Nepál                                 | Szajaú Thunga Phólka                                      |
| Niger                                 | La Nigérienne                                             |
| Nigéria                               | Arise O Compatriots, Nigeria's Call Obey                  |
| Nicaragua                             | Salve a ti, Nicaragua                                     |
| Norvégia                              | Ja, vi elsker dette landet                                |
| Nyugat-Szahara                        | Yā Banīy As-Saharā                                        |
| Omán                                  | Nashid as-Salaam as-Sultani                               |
| Olaszország                           | Fratelli d'Italia                                         |
| Oroszország                           | Гимн России                                               |
| Örményország                          | Mer Hayrenik                                              |
| Pakisztán                             | Qaumi Tarana                                              |
| Panama                                | Himno Istmeño                                             |
| Palau                                 | Belau loba klisiich er a kelulul                          |
| Palesztina                            | Fida'i                                                    |
| Paraguay                              | Paraguayos, República o Muerte                            |
| Pápua Új-Guinea                       | O arise all you sons of this land                         |
| Peru                                  | Somos libres, seámoslo siempre                            |
| Portugália                            | A Portuguesa                                              |
| Románia                               | Deșteaptă-te, române!, korábbi himnusz Trei culori        |
| Ruanda                                | Rwanda nziza                                              |
| Ruszinföld                            | Podkarpatszkiji Ruszini                                   |
| Saint Kitts és Nevis                  | O Land of Beauty!                                         |
| Saint Lucia                           | Sons and Daughters of Saint Lucia                         |
| Saint Vincent és a Grenadine-szigetek | Saint Vincent, Land So beautiful                          |
| Salamon-szigetek                      | God Save Our Solomon Islands                              |
| Salvador                              | Himno Nacional de El Salvador                             |
| San Marino                            | Inno Nazionale                                            |
| São Tomé és Príncipe                  | Independência total                                       |
| Sealand Hercegség                     | E mare libertas                                           |
| Seborga Hercegség                     | La Speranza                                               |
| Seychelle-szigetek                    | Koste Seselwaű                                            |
| Sierra Leone                          | High We Exalt Thee                                        |
| Spanyolország                         | Marcha Real                                               |
| Srí Lanka                             | Sri Lanka Matha                                           |
| Suriname                              | God zij met ons Suriname                                  |
| Svájc                                 | Swiss Psalm                                               |
| Svédország                            | Du gamla, Du fria                                         |
| Szamoa                                | The Banner of Freedom                                     |
| Szaúd-Arábia                          | Aash Al Maleek                                            |
| Székelyföld                           | Ki tudja, merre visz a végzet                             |
| Szenegál                              | Pincez Tous vos Koras, Frappez les Balafons               |
| Szerbia                               | Bože pravde                                               |
| Szerbia és Montenegró                 | Hej Sloveni                                               |
| Szingapúri Köztársaság                | Majulah Singapura                                         |
| Szíria                                | Humát ad-Dijár                                            |
| Szlovákia                             | Nad Tatrou sa blýska                                      |
| Szlovénia                             | Zdravljica                                                |
| Szomália                              | Qolobaa Calankeed                                         |
| Szomáliföld                           | Samo ku waar                                              |
| Szovjetunió                           | Internacionálé (1944-ig), Szovjet himnusz                 |
| Szudán                                | Nahnu Jund Allah Jund Al-Watan                            |
| Szváziföld                            | Nkulunkulu Mnikati wetibusiso temaSwati                   |
| Tanzánia                              | Mungu ibariki Afrika                                      |
| Tádzsikisztán                         | Szurudi milli                                             |
| Thaiföld                              | Phleng Chat                                               |
| Tonga                                 | Ko e fasi ʻo e tuʻi ʻo e ʻOtu Tonga                       |
| Togo                                  | Salut à toi, pays de nos aïeux                            |
| Törökország                           | Istiklâl Marsi                                            |
| Trinidad és Tobago                    | Forged From The Love of Liberty                           |
| Tunézia                               | Himat Al Hima                                             |
| Tuvalu                                | Tuvalu mo te Atua                                         |
| Türkmenisztán                         | Garaşsyz, Bitarap, Türkmenistanyň Döwlet Gimni            |
| Udmurtföld                            | Шунды сиос ӝуато палэзез                                  |
| Uganda                                | Oh Uganda, Land of Beauty                                 |
| Ukrajna                               | Ще не вмерла України                                      |
| Uruguay                               | Orientales, la Patria o la tumba                          |
| Új-Zéland                             | God Defend New Zealand                                    |
| Üzbegisztán                           | Serquyosh hur o'lkam                                      |
| Vanuatu                               | Yumi, Yumi, Yumi                                          |
| Vatikán                               | Inno e Marcia Pontificale                                 |
| Venezuela                             | Gloria al Bravo Pueblo                                    |
| Vietnám                               | Tiến Quân Ca                                              |
| Wales                                 | Hen Wlad fy Nhadau                                        |
| Zambia                                | Stand and Sing of Zambia, Proud and Free                  |
| Zöld-foki Köztársaság                 | Cântico da Liberdade                                      |
| Åland                                 | Ålänningens sång                                          |

## Párthimnuszok, mint nemzeti himnuszok
Diktatúrákra jellemző volt, hogy az állampárt himnusza volt az állam hivatalos himnusza is egyben. Németországban a Horst-Wessel-dal, Spanyolországban a Falange Española (Cara al Sol). Franciaországban Philippe Pétain marsall egy új himnuszt íratott (Maréchal, nous voilà). Olaszországban megmaradt a nemzeti himnusz, a Marcia Reale, amely eredetileg a Savoyai-ház himnusza volt, de 1922-től 1943-ig mindig felhangzott utána a Giovinezza is, a fasiszta himnusz.
A Szovjetunió himnusza 1944-ig az Internacionálé volt, amely a bolsevik párt himnusza is volt egyben.

## Külső hivatkozások
- Nemzeti himnuszok mp3-ban